# Maja Chwalińska
Maja Chwalińska (Dąbrowa Górnicza, 11 ottobre 2001) è una tennista polacca.

## Carriera
Maja Chwalińska ha vinto 7 titoli nel singolare e 11 titoli nel doppio nel circuito ITF. Il 6 gennaio 2025 ha raggiunto la sua migliore posizione nel singolare WTA piazzandosi 126º. Il 9 dicembre 2024 ha raggiunto il miglior piazzamento mondiale nel doppio alla posizione n°126.

## Circuito WTA 125

### Singolare

#### Vittorie (1)
| N. | Data            | Torneo                         | Superficie  | Avversaria in finale | Punteggio |
| 1. | 8 dicembre 2024 | MundoTenis Open, Florianópolis | Terra rossa | Ylena In-Albon       | 6-1, 6-2  |

### Doppio

#### Vittorie (3)
| N. | Data             | Torneo                         | Superficie  | Compagna         | Avversarie in finale                   | Punteggio        |
| 1. | 1º dicembre 2024 | Argentina Open, Buenos Aires   | Terra rossa | Katarzyna Kawa   | Laura Pigossi Mayar Sherif             | 6-4, 3-6, [10-7] |
| 2. | 7 dicembre 2024  | MundoTenis Open, Florianópolis | Terra rossa | Laura Pigossi    | Nicole Fossa Huergo Valerija Strachova | 7-6(3), 6-3      |
| 3. | 22 marzo 2025    | Megasaray Hotels Open, Adalia  | Terra rossa | Anastasia Dețiuc | Jesika Malečková Miriam Škoch          | 4-6, 6-3, [10-2] |

#### Sconfitte (1)
| N. | Data          | Torneo                        | Superficie  | Compagna         | Avversarie in finale       | Punteggio        |
| 1. | 29 marzo 2025 | Megasaray Hotels Open, Adalia | Terra rossa | Anastasia Dețiuc | María Carlé Simona Waltert | 6-3, 5-7, [3-10] |

## Statistiche ITF

### Singolare

#### Vittorie (7)
| Torneo $100.000 (0) |
| Torneo $80.000 (0)  |
| Torneo $75.000 (0)  |
| Torneo $60.000 (4)  |
| Torneo $50.000 (0)  |
| Torneo $40.000 (0)  |
| Torneo $25.000 (3)  |
| Torneo $15.000 (0)  |
| Torneo $10.000 (0)  |

| N. | Data            | Torneo                                                 | Superficie  | Avversaria in finale    | Punteggio   |
| 1. | 28 luglio 2019  | Slaskie Open, Bytom                                    | Terra rossa | Nina Potočnik           | 6–3, 6–4    |
| 2. | 4 agosto 2019   | Kozerki Open, Grodzisk Mazowiecki                      | Terra rossa | Dejana Radanović        | 7–6(5), 6–4 |
| 3. | 11 agosto 2019  | Warsaw Sports Group Open, Varsavia                     | Terra rossa | Anastasija Komardina    | 6–3, 6–0    |
| 4. | 16 gennaio 2022 | Magic Tours, Monastir                                  | Cemento     | Carole Monnet           | 6-4, 6-4    |
| 5. | 8 maggio 2022   | I. ČLTK Prague Open, Praga                             | Terra rossa | Ekaterine Gorgodze      | 7-5, 6-3    |
| 6. | 7 luglio 2024   | Open International Féminin de Montpellier, Montpellier | Terra rossa | Oksana Selechmet'eva    | 6-3, 6-2    |
| 7. | 21 luglio 2024  | Porto Open, Porto                                      | Cemento     | Tessah Andrianjafitrimo | 7-5, 6-1    |

#### Sconfitte (4)
| Torneo $100.000 (0) |
| Torneo $80.000 (0)  |
| Torneo $75.000 (0)  |
| Torneo $60.000 (2)  |
| Torneo $50.000 (0)  |
| Torneo $40.000 (0)  |
| Torneo $25.000 (1)  |
| Torneo $15.000 (1)  |
| Torneo $10.000 (0)  |

| N. | Data             | Torneo                            | Superficie  | Avversaria in finale   | Punteggio        |
| 1. | 18 febbraio 2017 | AEGON Pro Series Wirral, Wirral   | Cemento (i) | Maia Lumsden           | 4-6, 1-6         |
| 2. | 13 febbraio 2022 | TBC Porto Open, Porto             | Cemento (i) | Julia Grabher          | 3-6, 7-6(2), 5-7 |
| 3. | 28 gennaio 2024  | TBC Porto Open, Porto             | Cemento (i) | Jéssica Bouzas Maneiro | 6-3, 0-6, 4-6    |
| 4. | 12 maggio 2024   | Advantage Cars Prague Open, Praga | Terra rossa | Dominika Šalková       | 3-6, 0-6         |

### Doppio

#### Vittorie (11)
| Torneo $100.000 (0) |
| Torneo $80.000 (0)  |
| Torneo $75.000 (0)  |
| Torneo $60.000 (6)  |
| Torneo $50.000 (0)  |
| Torneo $40.000 (0)  |
| Torneo $25.000 (4)  |
| Torneo $15.000 (0)  |
| Torneo $10.000 (1)  |

| N.  | Data             | Torneo                                                 | Superficie    | Compagna         | Avversarie in finale                   | Punteggio           |
| 1.  | 17 febbraio 2017 | AEGON Pro Series Wirral, Wirral                        | Cemento (i)   | Miyabi Inoue     | Emina Bektas Ronit Yurovsky            | 6-4, 6-4            |
| 2.  | 30 giugno 2018   | Bella Cup, Toruń                                       | Terra rossa   | Katarzyna Kawa   | Albina Khabibulina Hélène Scholsen     | 6–1, 6–4            |
| 3.  | 11 agosto 2018   | Warsaw Sports Group Open, Varsavia                     | Terra rossa   | Daria Kuczer     | Martyna Kubka Stefania Rogozińska Dzik | 3-6, 7-6(5), [10-1] |
| 4.  | 13 aprile 2019   | AEGON Pro Series Sunderland, Sunderland                | Cemento (i)   | Ulrikke Eikeri   | Emina Bektas Tara Moore                | 6–4, 3–6, [11–9]    |
| 5.  | 10 agosto 2019   | Warsaw Sports Group Open, Varsavia                     | Terra rossa   | Ulrikke Eikeri   | Weronika Falkowska Martyna Kubka       | 6–4, 6–1            |
| 6.  | 4 dicembre 2021  | Jablonec nad Nisou Open, Jablonec nad Nisou            | Sintetico (i) | Katherine Sebov  | Lucie Havlíčková Linda Klimovičová     | 7-5, 6-4            |
| 7.  | 30 aprile 2022   | Edge Istanbul, Istanbul                                | Terra rossa   | Jesika Malečková | Berfu Cengiz Anastasija Tichonova      | 2-6, 6-4, [10-7]    |
| 8.  | 6 maggio 2023    | Advantage Cars Prague Open, Praga                      | Terra rossa   | Jesika Malečková | Aneta Kučmová Kaylah McPhee            | 6-0, 7-6(5)         |
| 9.  | 18 febbraio 2024 | Burg-Wächter Ladies Open, Altenkirchen                 | Sintetico (i) | Jesika Malečková | Julia Lohoff Conny Perrin              | 6-4, 7-5            |
| 10. | 29 giugno 2024   | Macha Lake Open, Staré Splavy                          | Terra rossa   | Anastasia Dețiuc | Feng Shuo Sapfo Sakellaridi            | 6-3, 2-6, [10-6]    |
| 11. | 31 maggio 2025   | Internazionali Femminili di Tennis di Brescia, Brescia | Terra rossa   | Sinja Kraus      | Gabriela Knutson Darja Semeņistaja     | 6-0, 6-3            |

#### Sconfitte (10)
| Torneo $100.000 (1) |
| Torneo $80.000 (0)  |
| Torneo $75.000 (0)  |
| Torneo $60.000 (1)  |
| Torneo $50.000 (0)  |
| Torneo $40.000 (1)  |
| Torneo $25.000 (6)  |
| Torneo $15.000 (0)  |
| Torneo $10.000 (1)  |

| N.  | Data              | Torneo                                                          | Superficie  | Compagna            | Avversarie in finale                | Punteggio            |
| 1.  | 23 settembre 2016 | Brno Throphy, Brno                                              | Terra rossa | Paulina Czarnik     | Aneta Kladivová Aneta Laboutková    | 6(5)–7, 6–3, [10–12] |
| 2.  | 3 novembre 2018   | Tevlin Women's Challenger, Toronto                              | Cemento (i) | Elica Kostova       | Sharon Fichman Maria Sanchez        | 0-6, 4-6             |
| 3.  | 16 febbraio 2019  | Empire Women's Indoor, Trnava                                   | Cemento (i) | Miriam Kolodziejová | Laura Ioana Paar Anastasia Zarycká  | 4-6, 3-6             |
| 4.  | 18 dicembre 2020  | ITF Women Val Gardena Südtirol Raiffeisen, Selva di Val Gardena | Cemento (i) | Linda Fruhvirtová   | Matilde Paoletti Lisa Pigato        | 5-7, 1-6             |
| 5.  | 29 ottobre 2021   | Republican Girls, Istanbul                                      | Cemento (i) | Miriam Kolodziejová | Jasmijn Gimbrère Bibiane Schoofs    | 2-6, 4-6             |
| 6.  | 6 novembre 2021   | PAF Open, Haabneeme                                             | Cemento (i) | Adrienn Nagy        | Jessica Failla Chihiro Muramatsu    | 3-6, 4-6             |
| 7.  | 27 novembre 2021  | Milovice Indoor Open, Milovice                                  | Cemento (i) | Linda Nosková       | Sakura Hosogi Misaki Matsuda        | 6-3, 2-6, [8-10]     |
| 8.  | 23 giugno 2023    | Ilkley Trophy, Ilkley                                           | Erba        | Jesika Malečková    | Nao Hibino Natalija Stevanović      | 6(10)-7, 6(5)-7      |
| 9.  | 16 dicembre 2023  | Egypt Sharm ElSheikh Women's Future, Sharm el-Sheikh            | Cemento     | Gina Feistel        | Viktorija Michajlova Marija Tkačeva | 4-6, 6-3, [11-13]    |
| 10. | 13 gennaio 2024   | ITF Pro Circuit Presented by SAT, Nonthaburi                    | Cemento     | Yuki Naito          | Anna Sisková Ksenija Zajceva        | 5-7, 6(3)-7          |

## Competizioni a squadre

### Sconfitte (1)
| N. | Data           | Torneo             | Superficie | Compagni                                                                 | Avversari in finale                                                                   | Punteggio |
| 1. | 5 gennaio 2025 | United Cup, Sydney | Cemento    | Iga Świątek Alicja Rosolska Hubert Hurkacz Kamil Majchrzak Jan Zieliński | Coco Gauff Danielle Collins Desirae Krawczyk Taylor Fritz Denis Kudla Robert Galloway | 0-2       |

## Grand Slam Junior

### Doppio

#### Sconfitte (1)
| Tornei del Grande Slam  |
| ----------------------- |
| Australian Open (1)     |
| Open di Francia (0)     |
| Torneo di Wimbledon (0) |
| US Open (0)             |

| N. | Data            | Torneo                     | Superficie | Compagna    | Avversario in finale              | Punteggio   |
| 1. | 28 gennaio 2017 | Australian Open, Melbourne | Cemento    | Iga Świątek | Bianca Andreescu Carson Branstine | 1-6, 6(4)-7 |